# Abbaye Sainte-Marie de Saint-Jean-le-Grand d'Autun à Colonne
L'abbaye Sainte-Marie de Saint-Jean-le-Grand d'Autun à Colonne était une abbaye de moniales de l'ordre des bénédictines, sur la commune française de Colonne, dans le département actuel du Jura, en région Bourgogne-Franche-Comté. Fondé à une date indéterminée, le monastère de religieuses (qui n'était peut-être qu'un prieuré) a été ruiné par les guerres et abandonné au milieu du XIVe siècle. Lui a succédé, jusque vers 1639, un prieuré de moines bénédictins.

## Les bénédictines d'Autun
L'abbaye Sainte-Marie de Saint-Jean-le-Grand d'Autun, fondée vers l'an 600 par la reine Brunehaut et détruite par les invasions du VIIIe siècle, a été refondée sans doute aux temps carolingiens et a multiplié les possessions autour et parfois loin d'Autun. Parmi celles-ci figurent, au Xe siècle, Aumont, Grozon, Montholier et Colonne dans le Comté de Bourgogne près de Poligny au diocèse de Besançon : c'est dans ce dernier domaine de Colonne qu'a été installée, à une date indéterminée, une fille de l'abbaye d'Autun qui a porté le même nom d'abbaye Sainte-Marie de Saint-Jean-le-Grand.
On possède très peu d'informations sur ce monastère de moniales bénédictines qui n'était peut-être qu'un prieuré : Alphonse Rousset utilise indifféremment abbaye et prieuré dans l'article « Colonne » de son Dictionnaire géographique, historique et statistique des communes de la Franche-Comté,, alors que René Locatelli, dans son ouvrage sur Les moines et chanoines dans le diocèse de Besançon, vers 1060-1220 de 1992, n'utilise que le mot « prieuré ».
L'occupation par les bénédictines cesse au XIVe siècle quand, lors de la troisième révolte des barons francs-comtois menés par Jean II de Chalon-Arlay en 1346-1348 contre le duc de Bourgogne Eudes IV, la forteresse de Colonne dans l'enceinte de laquelle se trouvait le monastère est détruite. La paix revient sous l'égide du roi Philippe VI, mais l'insécurité et la peste noire qui ravage la région à la même époque conduisent à l'abandon des lieux et les religieuses regagnent la maison mère à Autun.

## Le monastère duXIVesiècleauXVIIesiècle
D'après Rousset et son dictionnaire, des moines bénédictins s'installent au XIVe siècle dans les ruines de Sainte-Marie et reconstruisent un prieuré sous le vocable de Saint-Louis : ils y demeurent jusqu'au XVIIe siècle. En effet, la peste et les destructions des armées du marquis de Villeroy lors de la première conquête de la Franche-Comté vident Colonne de ses habitants en 1639 et le prieuré bénédictin disparaît à son tour en tant que lieu monastique. Les revenus du prieuré sont alors affectés à un prieur commendataire nommé directement par le pape. On ne trouve pas de source pour confirmer et préciser ces faits : on peut juste noter que l'historien du diocèse de Besançon Dunod de Charnage note, en 1750, l'existence à Colomne (sic) d'un « prieuré rural », c'est-à-dire sans présence conventuelle, en commende, mais toujours dans la dépendance de l'abbaye de femmes de Sainte-Marie de Saint-Jean-le-Grand d'Autun et l'on sait que les obédiences masculines et féminines restaient jaloux de leurs prérogatives.
Les possessions religieuses de Colonne ont été vendues comme bien national pendant la Révolution.